# Transports dans la Somme
Les principaux axes de transport dans le département français de la Somme (autoroute A1 et LGV Nord) traversent l'est du département, loin de sa préfecture et ville principale, Amiens. Cette dernière fait ainsi figure de nœud de transport secondaire. Le département n'en conserve pas moins un réseau de transport relativement important au regard de son poids démographique et économique.

## Transport routier

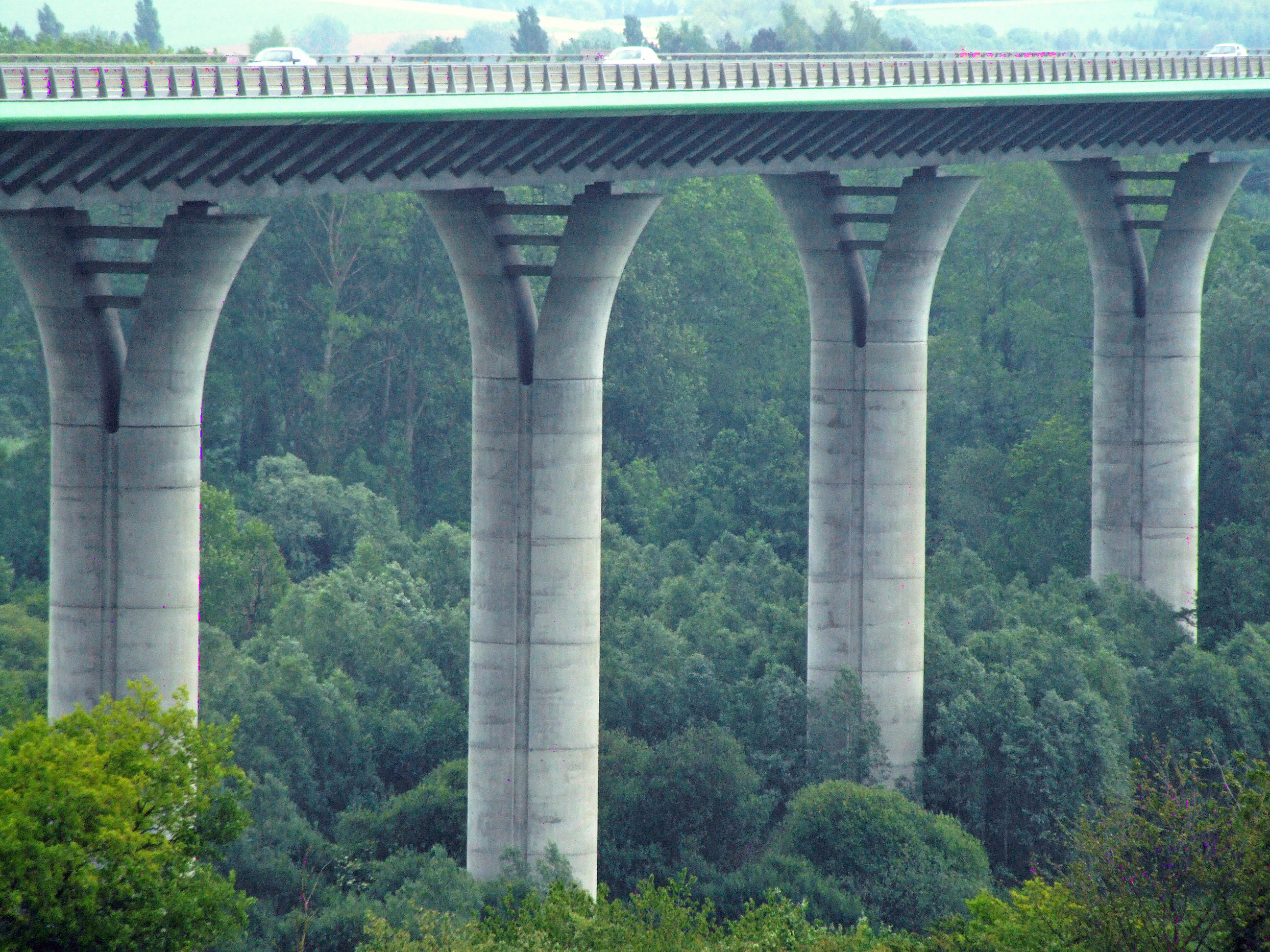
Le viaduc du Scardon sur l'autoroute A16 près d'Abbeville.

### Infrastructures routières
Le principal axe autoroutier du département, l'autoroute A1 avec ses 67 000 véhicules quotidiens, file droit de l'Île-de-France à Arras à Lille en ne desservant la Somme que par trois échangeurs ; il s'agit de l'une des premières autoroutes ouvertes en France dans les années 1960.
Les autres autoroutes du département sont beaucoup plus récentes (années 1990 et 2000), beaucoup moins fréquentées (moins de 20 000 véhicules quotidiens hors contournement d'Amiens) et ont été construites dans le cadre de la politique d'aménagement du territoire de l'État : il s'agit de l'autoroute A16 (Île-de-France - Beauvais - Amiens - Abbeville - Boulogne-sur-Mer - Calais - Dunkerque), de l'autoroute A28 (Tours - Le Mans - Rouen - Abbeville) et l'autoroute A29 (Caen - Le Havre - Amiens - Saint-Quentin).
Le projet d'autoroute A24, qui devait relier Amiens à Lille et ainsi offrir un itinéraire alternatif à l'A1, a été abandonné.

### Transport collectif de voyageurs
Le Nord est desservi par le réseau de transport routier Trans'80, initialement organisé par le département de la Somme, repris depuis 2017 par la région Hauts-de-France sous le même nom. Ce réseau compte une soixantaine de lignes régulières.

## Transport ferroviaire

### Historique

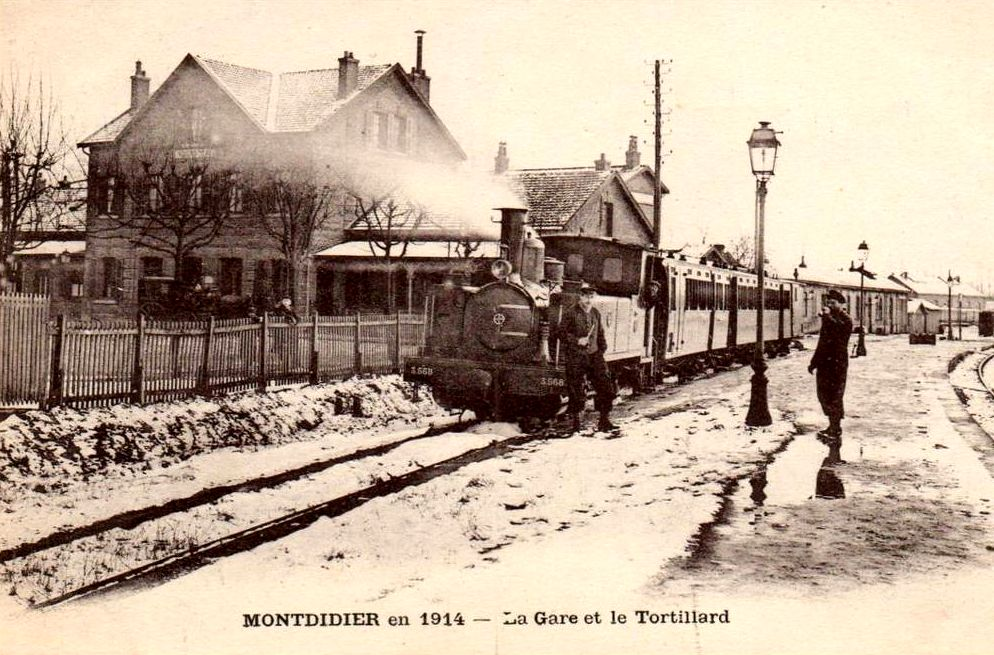
Un train en gare de Montdidier en 1914.

Le chemin de fer est apparu dès les années 1840 dans le département : la ligne Paris-Amiens-Lille a été ouverte en 1846 et son embranchement d'Amiens à Boulogne-sur-Mer en 1847-1848. Mais c'est surtout dans les années 1870 à 1890 que le réseau d’intérêt général du département a été développé par la Compagnie des chemins de fer du Nord. À la fin du XIXe siècle, Amiens était au centre d'une étoile à six branches de lignes à double voie, qui se dirigeaient vers Paris au sud, vers Montdidier et Compiègne au sud-est, vers Nesle, Ham et Reims à l'est, vers Albert et Lille au nord-est, vers Abbeville, Rue et Boulogne au nord-ouest et vers Poix-de-Picardie et Rouen au sud-ouest. De multiples lignes à voie unique permettaient d'atteindre, entre autres, Conty, Doullens, Gamaches, Péronne, Roye et Saint-Valery-sur-Somme.
La ligne Paris-Lille rebrousse en gare d'Amiens : cette configuration étant peu pratique pour les trains directs Paris-Lille, un raccordement direct est créé à l'est de la ville pour supprimer ce rebroussement, ce qui a pour résultat de ne plus faire passer le grand axe par la gare centrale d'Amiens. Une gare est alors créée à Longueau ; cette gare a longtemps fait office de deuxième gare de l'agglomération d'Amiens.
La Somme a également été desservie à partir de 1887 par un réseau de quelque 300 km de chemin de fer d’intérêt local, à écartement métrique, concédé à la Société générale des chemins de fer économiques (SE) sous le nom de Chemins de fer départementaux de la Somme. Une ligne à écartement standard, également concédée aux SE, reliait la station balnéaire d'Ault au réseau d'intérêt général. Ces lignes d'intérêt local ont toutes disparu après la Seconde Guerre mondiale, sauf les deux lignes de la baie de Somme où un trafic a pu être maintenu jusqu'au début des années 1970. Depuis leur fermeture au trafic classique, le chemin de fer de la baie de Somme est exploité par une association avec une desserte variant au fil de la saison touristique.
Les grands axes ferroviaires Paris-Lille et Paris-Boulogne-Calais (vers l'Angleterre) voient circuler dans l'Entre-Deux-Guerres un trafic dense assuré par certains des trains les plus performants de leur époque, mais il faudra attendre le milieu des années 1950 pour que soit entrepris l'électrification de la ligne Paris-Lille, après la levée du veto des autorités militaires.
En 1993, la LGV Nord est ouverte entre Paris et Lille : malgré la mobilisation des élus et de la CCI d'Amiens, la ligne à grande vitesse ne passe pas par la capitale picarde mais 50 km à l'est, le long de l'autoroute A1, et la Somme n'est desservie que par la petite gare TGV Haute-Picardie.
|                                             |
| Le réseau ferroviaire à son apogée en 1930. |

|                                     |
| Le réseau ferroviaire de nos jours. |

|                                                    |
| Carte animée de l’évolution du réseau ferroviaire. |

### Situation actuelle

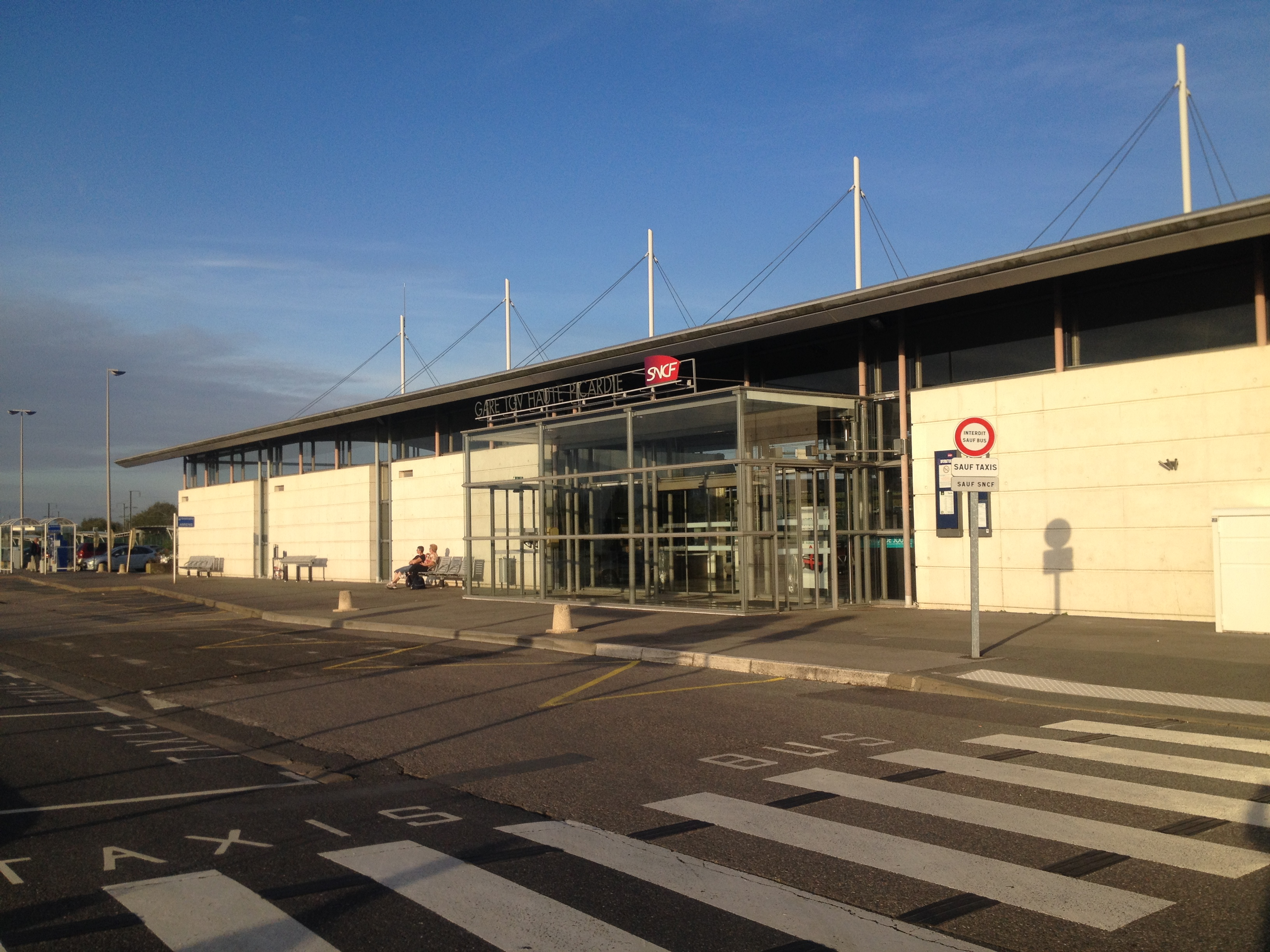
La gare TGV Haute-Picardie.

La principale gare de voyageurs du département est la gare d'Amiens, avec une fréquentation annuelle de 5 361 000 voyageurs en 2019.
La Somme a conservé un réseau ferroviaire relativement important, des lignes ferroviaires partant d'Amiens dans six directions, dont cinq à double voie et trois électrifiées. Ces lignes sont parcourues presque exclusivement par des trains TER Hauts-de-France.
La LGV Nord traverse l'est du département en ne le desservant que par la gare TGV Haute-Picardie, surnommée « gare des betteraves » par ses détracteurs.

## Transport maritime
Le département compte plusieurs petits ports de plaisance et de pêche sur le rivage de la baie de Somme, à Saint-Valery-sur-Somme, Le Crotoy et Le Hourdel.

## Transport fluvial
La Somme et le canal qui la longe en partie sont navigables, mais ne sont plus utilisés au XXIe siècle que pour la navigation de plaisance en raison de leur gabarit réduit (gabarit Freycinet ou classe I CEMT). Le canal du Nord, qui relie en classe II les bassins de la Seine et du Nord-Pas-de-Calais, doit être doublé par une liaison Seine-Escaut à grand gabarit.

## Transport aérien
L'aéroport Albert-Picardie qui dessert le département connaît un trafic faible et n'est plus desservi par aucune ligne régulière. La proximité géographique de l'aéroport de Lille-Lesquin et surtout des aéroports de Paris-Charles de Gaulle et Paris-Beauvais donne peu de perspectives de développement à cet aéroport.
Le département possède également deux aérodromes à Amiens-Glisy et Abbeville.

## Transports en commun urbains et périurbains

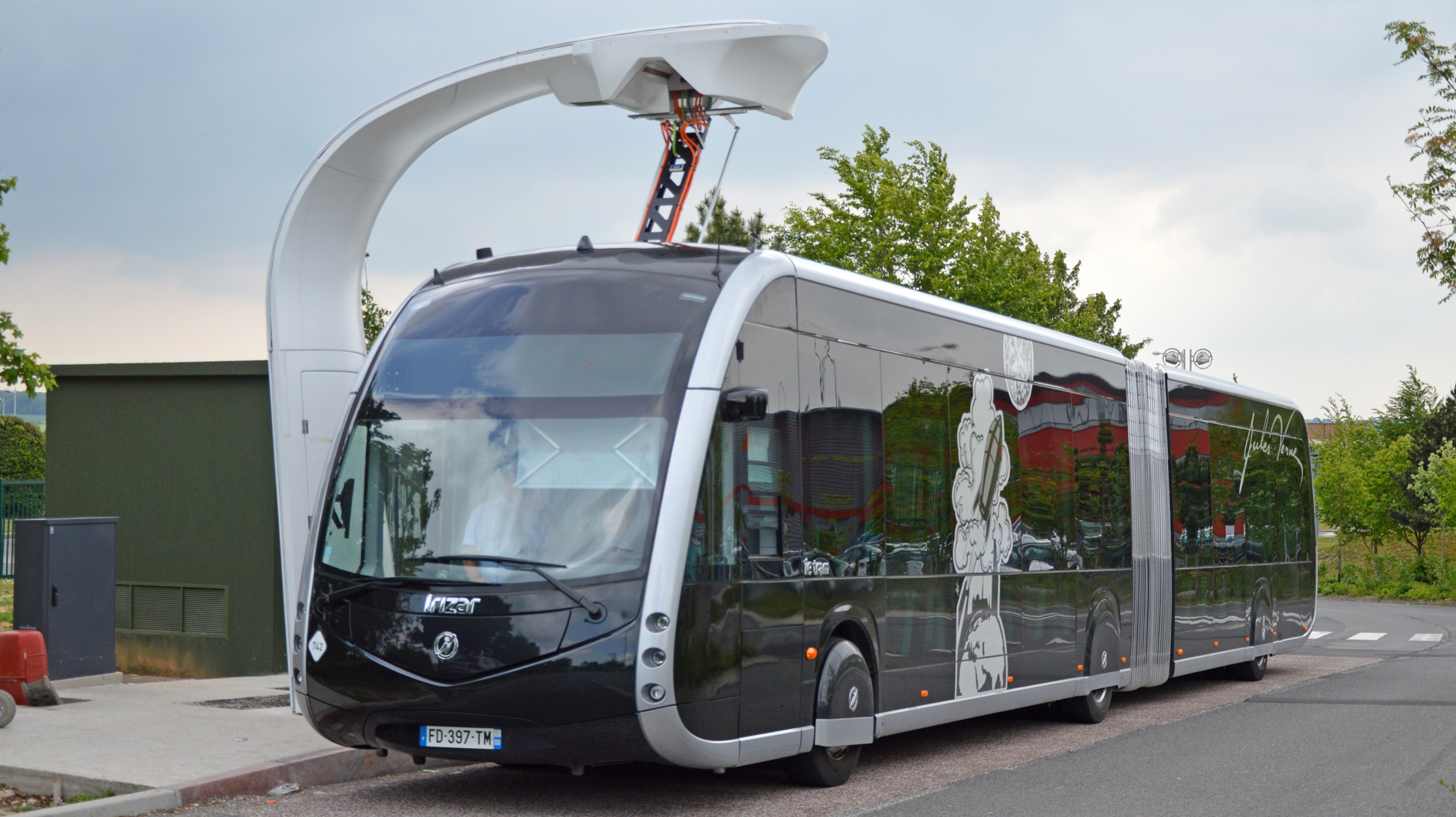
Recharge d'un véhicule électrique du réseau Nemo d'Amiens.

Amiens Métropole, la Communauté d'agglomération de la Baie de Somme et la commune de Péronne sont autorités organisatrices de la mobilité sur leur territoire et organisent des services de transport dans leur ressort territorial.
Ces trois réseaux de transports en commun incluent des lignes de bus, des lignes de transport à la demande (Amiens et Abbeville) et des lignes de bus à haut niveau de service (Nemo à Amiens).
Amiens était desservie par un réseau de tramway d'abord hippomobile puis électrique de 1891 à 1940. Le projet de nouveau tramway d'Amiens a été abandonné en 2014.

## Modes actifs
Le département est traversé par plusieurs voies vertes, véloroutes et sentiers de grande randonnée :
- EuroVelo 4 le long du littoral (de Mers-les-Bains[7] à Fort-Mahon-Plage[8]), incluant le tour de la baie de Somme ;
- Véloroute de la vallée de la Somme, le long du canal de la Somme de Saint-Valery-sur-Somme à Ham[9] ;
- La traverse du Ponthieu d'Abbeville à Auxi-le-Château ;
- GR 120 sur la côte, de Fort-Mahon-Plage à Mers-les-Bains[10] ;
- GR 800 de Fonsomme à Saint-Valery-sur-Somme[11].

En complément, le département déploie depuis 2023 un réseau points-nœuds.